# Газети Японії

## Історія
Перші японські газети з'явилися у 1860-х роках у найбільших містах країни — Едо (Токіо), Осаці та Кіото, а також міжнародних портах — Наґасакі, Йокогамі та Хьоґо. Ці газети розповідали, переважно, про міжнародні події й поділялися на перекладні, репринтні та англомовні.
Перекладними називалися газети, перекладені з іноземних мов й відредаговані японською. До них належали «Урядова газета Батавія», «Урядова заморська газета», «Заморська газета», «Японська торговельна газета», «Японська газета» і «Міжнародна газета». Перші дві були коментованими перекладами друкованого органу Голладської Ост-Індії «Яванська газета», видані в лютому 1862 року Центром іноземних досліджень сьоґунату Токуґава. Решта газет випускалися приватиними перекладачами, переважно на основі англомовних газет міста Йокогама.
Репринтними газетами були газети, передруковані з ієрогліфічних китайських видань в японському урядовому Центрі просвітництва. Китайські газети і журнали проходили перевірку японської цензури на наявність матеріалів пов'язаних із забороненим в Японії християнством. До репринтних газет відносилися «Урядовий світовий вісник», «Урядова всесвітня збірка», «Урядова гонконгська газета», «Новини звідусіль».
Англомовні газети видавалися іноземцями в Японії. Найстарішою з них була «The Nagasaki Shipping List and Advertiser», що виходила з 22 червня 1861 року. З жовтня того ж року її перейменували на «The Japan Herald» і продовжували випускати до вересня 1914 року. Серед інших популярних газет значилися йокогамські «The Japan Commercial News» та «The Japan Times», на основі яких видавалися перекладні газети.
Перші японські газети, що були упорядковані японцями і описували події в Японії, побачили світ 1868 року. Приводом для цього стала громадянська війна Босін 1868 — 1869 років, в якій Імператорські урядові сили та самурайська опозиція використовували пресу для власної пропаганди. В урядовому Кіото виходив «Щоденник Великої державної ради», а в опозиційному Едо — «Світова газета» Янаґави Сюнсая та «Ріки й озера» Фукуті Ґенітіро. Після захоплення Едо урядовою армією усі місцеві газети були заборонені, однак 1869 року, з вщуханням війни, новий Імператорський уряд видав дозвіл на створення нових і відтворення старих газет.